# Frank Jablonski

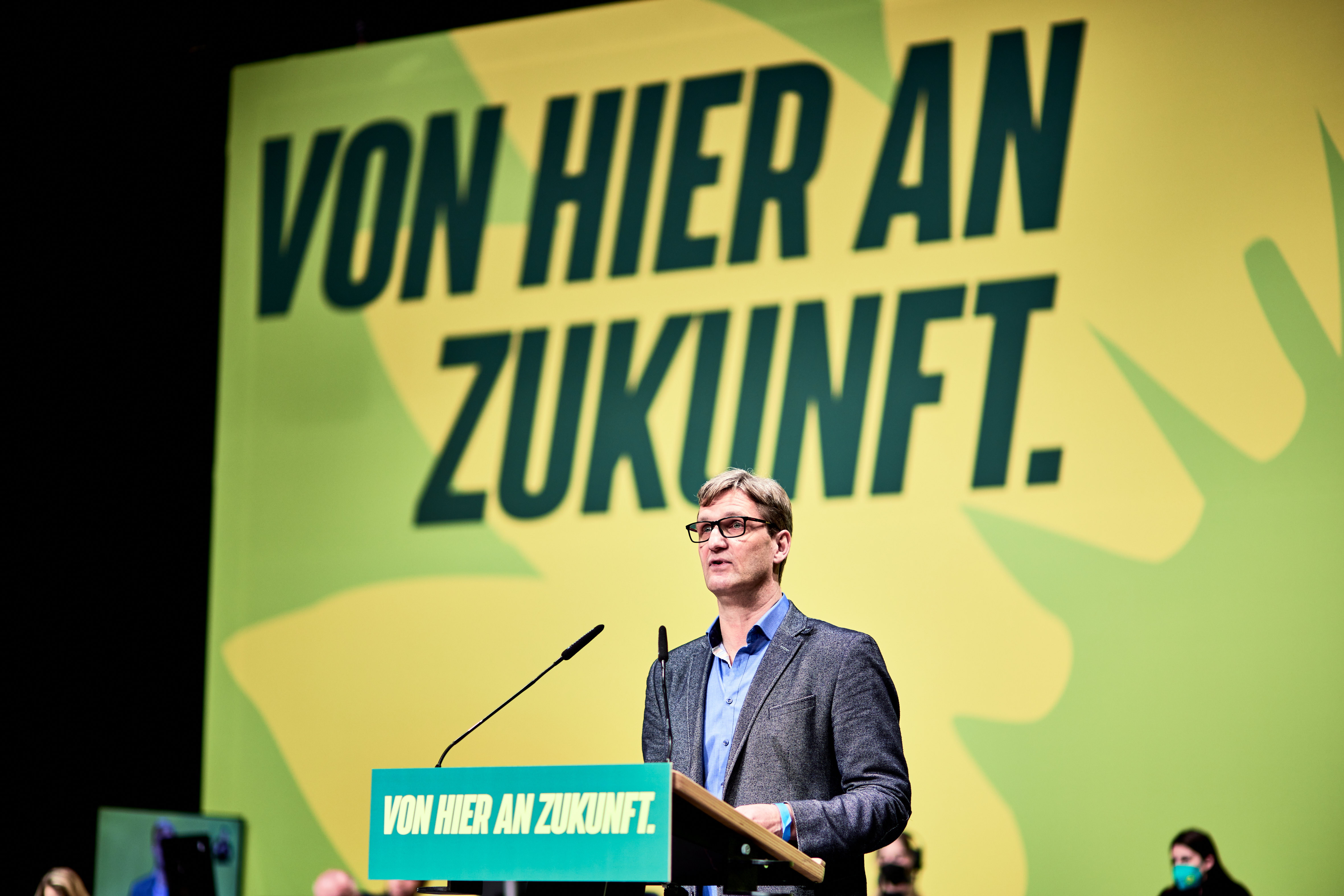
Frank Jablonski bei der Landesdelegiertenkonferenz der Grünen NRW in Siegen (2021)

Frank Jablonski (* 1. Februar 1974 in Overath) ist ein deutscher Politiker (Bündnis 90/Die Grünen). Er ist seit dem 1. Juni 2022 Abgeordneter im Landtag von Nordrhein-Westfalen.

## Leben
Jablonski studierte Germanistik, Philosophie, Geschichte (M.A.) in Köln, Bonn und an der Sorbonne in Paris. Bis zur Wahl in den Landtag war er Leiter des Wahlkreisbüros des Bundestagsabgeordneten Sven Lehmann. Er hat zwei Töchter und lebt in Zollstock.

## Politik
Jablonski wurde in Köln 2010 Mitglied im Kreisverband von Bündnis 90/Die Grünen und gehörte von 2014 bis 2022 dem Kreisvorstand an, in dem er 2016 den Vorsitz übernahm. In der Bezirksvertretung Ehrenfeld war Jablonski von 2014 bis 2020 stellvertretender Fraktionsvorsitzender der Grünen, bis er in die Landschaftsversammlung Rheinland gewählt wurde.
Jablonski wurde bei der Landtagswahl in Nordrhein-Westfalen 2022 mit 35,9 Prozent der Erststimmen im Landtagswahlkreis Köln II als neuer Wahlkreisabgeordneter in den Landtag von Nordrhein-Westfalen gewählt. Dort hatte er bereits bei der Landtagswahl 2017 kandidiert, verpasste mit 10,7 % jedoch den Einzug.